# فريد أموغي
فريد نيي أموغي (بالإنجليزية: Fred Nii Amugi)‏ (مواليد 5 نوفمبر 1948)، هُو ممثل ومُغن غاني.

## وصلات خارجية
- فريد أموغي على موقع IMDb (الإنجليزية)
- فريد أموغي على موقع قاعدة بيانات الفيلم (الإنجليزية)